# Bonus pater familias
Bonus pater familias o bon pare de família és una locució llatina que eix del dret romà i que fins avui s'utilitza en moltes lleis a arreu del món.
Refereix a una persona abstracta del pater familias bo que serveix de referència per a poder jutjar un cert comportament en un litigi, al sentit «Hauria actuat així un bon i diligent cap de família?». Hi ha variants: Sicut bonus pater familias (com un bon cap de família) i bonus ac dilligens pater familias que tenen el mateix sentit. En moltes casos serveix per fer la distinció entre un desgast normal i una manca de precaucions o de manteniment normal.
Al codi civil de les Espanyes sovint es troba la frase: «amb la diligència d'un bon pare de família» per fer referència a la bona fe que sempre ha de regir en el dret. Uns exemples:
- § 496: L'usufructuari ha de cuidar les coses donades en usdefruit com un bon pare de família[1] quasi textualment el text del codi civil francès del 1804.[2][3]
- § 1788: El depositari de béns segrestats està obligat a complir, respecte d'aquests, totes les obligacions d'un bon pare de família.